# اچ‌ام‌اس توربی (اس۹۰)
اچ‌ام‌اس توربی (اس۹۰) (به انگلیسی: HMS Torbay (S90)) یک زیردریایی بود که طول آن ۸۵٫۴ متر (۲۸۰ فوت) بود. این زیردریایی در سال ۱۹۸۷ ساخته شد.